# André Hubert Dumont

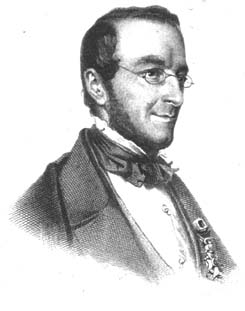
André Dumont

André Hubert Dumont (Luik, 15 februari 1809 – aldaar, 28 februari 1857) was een Belgisch geoloog en stratigraaf, die de eerste grondige geologische studie van België maakte.

## Levensloop en werk
Dumont, telg uit het geslacht André-Dumont, was een uitstekende student, hij won in 1832 een prijs voor een studie van de geologie van de provincie Luik. Van 1835 tot zijn dood was hij hoogleraar in de geologie en mineralogie aan de Université de Liège. Hij was later ook rector magnificus van deze universiteit. Zijn belangrijkste werk was het in kaart brengen van de geologie van België, waarmee hij meerdere jaren bezig was. Te voet bezocht hij bijna elke ontsluiting in België. In 1849 publiceerde hij de eerste geologische kaart van België. Hij bleef tot aan zijn dood bezig deze kaart te verbeteren.
Dumont maakte een lithologisch en stratigrafisch gezien uitstekende onderverdeling van de Paleozoïsche gesteenten van Zuid-België. Dit zou samen met het werk van Jules Gosselet nog lang het fundament vormen voor verder geologisch onderzoek. Zijn Mémoire sur les terrains ardennais et rhénan de l'Ardenne, du Brabant et du Condroz bevatte een mineralogisch zeer nauwkeurige beschrijving van de stratigrafie van de Ardennen, maar was op het gebied van fossielen nog voor verbetering vatbaar. In tegenstelling tot andere bekende geologen uit die tijd, zoals de Brit Roderick Murchison, de Fransman Édouard de Verneuil of de Rus Pjotr Tsjichatsjov, was Dumont huiverig zijn onderverdeling van de Ardennen te vergelijken met andere gebieden in Europa. Hij dacht dat fauna's per gebied erg konden verschillen, zodat er voorzichtigheid geboden was bij het correleren met behulp van gidsfossielen. Zo kwam het ook, dat hij ook geen Devoon of Siluur wilde herkennen in België, stratigrafische eenheden die door onder andere Murchison waren gedefinieerd in Groot-Brittannië.
Desondanks deed hij vergelijkend onderzoek tussen het Tertiair in Zuid-Engeland en dat van België. Ook reisde hij naar de Bosporus en Spanje om de overeenkomsten van deze gebieden te bestuderen.
Een ander onderwerp dat hem bezighield was onderzoek naar ertsen en mineralen.
In 1849 wees hij de kalksteenwand onder de Kasteelruïne Lichtenberg bij Maastricht aan als de typelocatie van het Maastrichtien, de laatste tijdsnede in het Laat-Krijt. Hierdoor geniet deze kalkwand internationale bekendheid en werd sindsdien door tal van geologen van over de hele wereld bestudeerd.

## Familie
In 1841, een jaar nadat Dumont de Wollaston Medal toegewezen had gekregen, trouwde Dumont met Amélie Hyacinthe De-Jaer (1813 - 1890). Ze kregen drie zoons.

## Onderscheiding
De Geological Society onderscheidde Dumont in 1840 met de Wollaston Medal. Hij was lid van de Belgische Academie van Wetenschappen.

## Trivia
Dumonts zoon, André Dumont, was ook geoloog en mijnbouwkundige. Hij was de eerste die steenkool in de Limburgse ondergrond ontdekte. In 2005 was vader Dumont een van de kansmakers op de titel De Grootste Belg, maar haalde de uiteindelijke nominatielijst niet en strandde op nr. 193 van diegenen die net buiten de nominatielijst vielen.